# 리링위
리링위(李玲玉, 1963년 4월 9일 ~ )은 중국의 배우, 가수이다.

## 출연 작품
- 1982년 드라마 《서유기》
- 2012년 드라마 《조조》
- 2013년 드라마 《경화연운》

## 음반
- 东方新秀李玲玉 (1985)
- 我心依然 (1994)
- 午夜街头(一) (2001)
- 午夜街头(二) (2001)
- 午夜街头(四) (2001)
- 午夜街头(五) (2001)
- 午夜街头(六) (2001)
- 午夜街头(七) (2001)
- 美人吟 (2005)
- 粉红色的回忆 (2008)